# Carcinops eximia
Carcinops eximia är en skalbaggsart som beskrevs av Lewis 1888. Carcinops eximia ingår i släktet Carcinops och familjen stumpbaggar. Inga underarter finns listade i Catalogue of Life.